# 운데실산
운데실산(영어: undecylic acid)은 화학식이 CH3(CH2)9COOH이며, 자연적으로 생성되는 카복실산으로 계통명은 운데칸산(영어: undecanoic acid)이다. 운데실산은 백선증이나 무좀 치료에 항진균제로 자주 사용된다. 카프르산과 마찬가지로 특이하고 불쾌한 냄새가 난다.